# 李軍澤
李軍澤（英語：Steven Lee Kwan-chak，1983年11月12日—），前公民黨成員，前香港觀塘區議會淘大選區議員。李軍澤2016年起任職議員助理，參與地區發展事務，2019年香港區議會選舉出選淘大選區並成功當選，成為觀塘區議會議員。

## 個人簡歷
李軍澤出生於香港，在九龍灣成長，是一名天主教徒，2016年任職於觀塘區議會畢東尼議員辦事處，開始參與地區發展事務，其後擔任香港立法會議員譚文豪的助理，同時兼任公民黨的地區發展主任。2019年，李軍澤以嘉賓身份出席時事節目，參與討論反對逃犯條例修訂草案運動對香港社會的影響，並到曾經發生襲擊事件的連儂牆視察及帶領居民爭取權益，其後於同年11月參與香港區議會選舉（淘大選區），獲得六成多選票成功當選。2021年4月13日，李軍澤透過社交平台宣佈即日起退出公民黨，他表示自從參與黨內退修會後，認為自己與公民黨的意見「大相逕庭」，因此決定退黨，往後專注地區工作，以改善居民的生活質素為大前題。

## 參與選舉
下表列出李軍澤歷年來參與區議會選舉的結果：
| 政党   | 政党     | 候选人    | 票数  | %     | ±      |
| ------ | -------- | --------- | ----- | ----- | ------ |
|        | 公民黨   | ①. 李軍澤 | 3,940 | 62.2% | 不適用 |
|        | 創建力量 | ②. 葉興國 | 2,398 | 37.8% | -43.0% |
| 多数票 | 多数票   | 多数票    | 1,542 | 24.4% | 不適用 |

## 外部連結
- 李軍澤的Facebook專頁
- 斗零兩蚊服務處$2.05 Office的Facebook專頁

| 議會席位      | 議會席位                | 議會席位    |
| ------------- | ----------------------- | ----------- |
| 前任： 葉興國 | 觀塘區議會議員 淘大選區 | 繼任： 懸空 |